# Albrecht Becker (Architekt)
Albrecht Becker (* 22. Februar 1840 in Rostock; † 11. Oktober 1911 auf Gut Mallenzin (heute Malęcino) bei Groß Schwirsen, Pommern; vollständiger Name: Johann Albrecht Becker) war ein deutscher Architekt.

## Leben

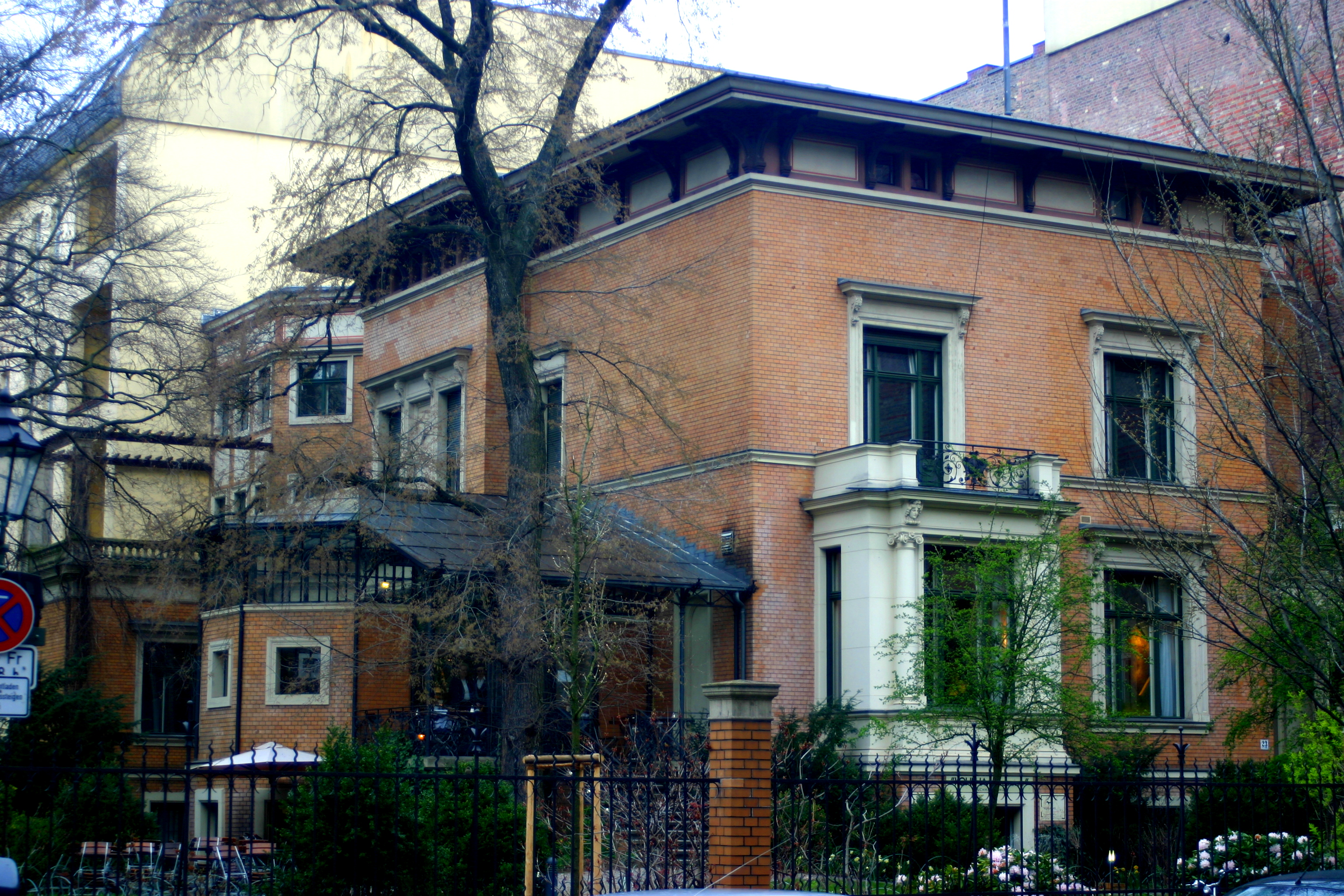
Literaturhaus Berlin

Becker wurde in Rostock geboren und wuchs auf einem Gut in der Umgebung Rostocks auf. Dort besuchte er das Gymnasium. Aus familiären Gründen musste er zeitweise in Wismar die Mittelschule besuchen, bevor er zurück aufs Gymnasium wechseln konnte. Daneben absolvierte er in Wismar eine Maurerlehre. Weiterhin arbeitete er bei der Eisenbahnverwaltung in Bromberg und beim Rostocker Bauinspektor Saniter, dem Stiefbruder seiner Mutter. Von 1862 bis 1865 studierte er an der Berliner Bauakademie. 1873 bestand er die Baumeisterprüfung, im gleichen Jahr heiratete er. Bis 1876 war er zusammen mit Saniter in Rostock als Privatarchitekt tätig. Richard Lucae, den er bereits während seiner Ausbildung kennengelernt hatte, bot ihm eine Anstellung als Bauleiter für den Bau der Alten Oper in Frankfurt am Main an. Nach Lucaes frühem Tod 1877 vollendete Becker dieses Bauwerk zusammen mit Edgar Giesenberg. Nach der Einweihung des Opernhauses im Jahre 1880 und dem frühen Tod seiner Frau ging er wieder für kurze Zeit zurück nach Rostock, bevor er sich dann in Berlin niederließ. Er wirkte im Baubüro für den Bau des Berliner Reichstagsgebäudes und betrieb ab 1886 gemeinsam mit Emil Schlüter ein privates Architekturbüro. In dieser Zeit entstanden eine Reihe von Bauten in Berlin. 1911 starb er auf dem pommerschen Gut seines jüngsten Sohnes. Er liegt auf dem Frankfurter Hauptfriedhof begraben.

## Bauten (Auswahl)

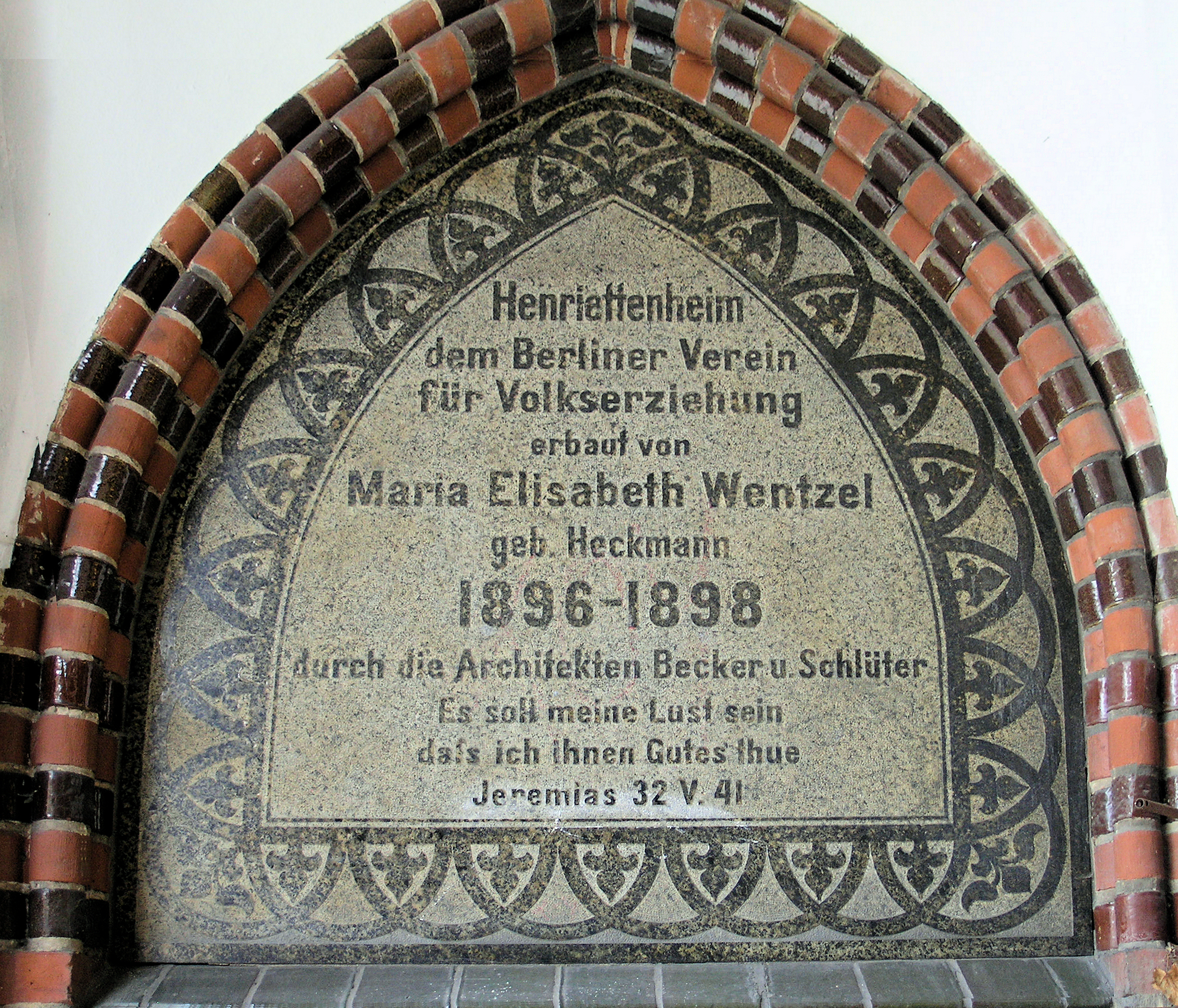
Gedenktafel am Henriettenhaus

- 1873–9999: Schloss Kaarz (zusammen mit Saniter)
- 1873–1874: Geschäfts- und Wohnhaus, Berlin, Werderstraße 9–12 (mit Schlüter; Sitz des Gerson & Co. Mode-Bazar)[3]
- 1888–1890: Jerusalem-Stift, Berlin, Zeughofstaße 12–15 (mit Schlüter)[4]
- 1889–1890: Villa Hildebrand (heute Literaturhaus Berlin) in Berlin, Fasanenstraße 23 (mit Schlüter)[5]
- 1889–1891: Erziehungsanstalt / Haushaltungsschule „Tanneck“ für Lucie Crain in Charlottenburg-Westend, Kaiserdamm 38 (mit Schlüter; im Zweiten Weltkrieg zerstört)[6]
- 1896–1898: Pestalozzi-Fröbel-Haus (Henriettenhaus) in Schöneberg (mit Schlüter)[7]
- 1897–1898: Bismarck-Gymnasium (spätere Marcel-Grateau-Oberschule) in Wilmersdorf, Pfalzburger Straße 30/31 (nach Kriegsschäden vereinfacht wiederhergestellt)[8]
- 1897–1898: Gemeindeschule in Wilmersdorf, Gieselerstraße 1–7[9]
- 1898–9999: Verwaltungsgebäude für die Tiefbau-Berufsgenossenschaft in Wilmersdorf (mit Schlüter)[10]
- 1901–1902: Villa Vanselow in Nikolassee (mit Schlüter)[11]
- Beteiligung an späteren Ergänzungsbauten des Hauptgebäudes für das Garnison-Lazarett in Berlin-Mitte[12]